# Grotte du Planchard
La grotte du Planchard est une grotte située sur le territoire de la commune française de Vallon-Pont-d'Arc, dans le département de l'Ardèche, en région Auvergne-Rhône-Alpes.

## Localisation
La grotte du Planchard fait partie de l'ensemble de cavités du Cirque d’Estre, dont la plus connue est la grotte Chauvet, non loin, à Vallon-Pont-d'Arc[réf. à confirmer].

## Historique
La grotte est inscrite au titre des monuments historiques depuis 2017, à la suite d'une étude du site, entre 1995 et 1997, par G. Bosinski. Ce dernier a effectuer le relevé de toutes les traces d'art pariétal. Un sondage archéologique a été mené par B. Gély, en 1998, dans le cadre de la sécurisation des grottes de la région, dont la grotte Chauvet : de nombreux graffitis patronymiques sont datés et témoignent des fréquentations touristiques et spéléologiques depuis le xixe siècle, entrainant une détérioration du site. À la suite de ses relevés, et avec les aménagements de la proche grotte Chauvet, la grotte du Planchard est fermé au public.

## Description
Un vaste porche de 8 mètres de haut, en ogive, ouvre sur une salle quasi-circulaire assez concrétionnée, dont le centre est formé par un puits d'une dizaine de mètres de profondeur. De celui-ci, une galerie d'une quinzaine de mètres remonte dans la roche.
Les représentations ornées, notamment , la représentation féminine, s’apparente aux Vénus de type Gönnersdorf, qui datent du début du Magdalénien final, il y a environ 14000 ans.